# Hadi Choopan
Hadi Choopan (Abnow, 1987. szeptember 26.) – becenevén a perzsa farkas – iráni profi testépítő, aki az IFBB Pro League férfi nyílt testépítő divíziójában versenyez. Choopan 2022-ben megnyerte a Mr. Olympia versenyt.

## Élete
Hadi Choopan 1987-ben született Sepidan megyében, Fársz tartományban, Dél-Iránban. Choopan szegény családból származik, ezért házalóként és építőipari munkásként már korán dolgoznia kellett.
A nehéz munka mellett Choopan már korán érdeklődni kezdett a testépítés iránt. 2002-ben Jamshid Owji edző irányításaval kezdett edzeni, kisebb termete miatt 5 kg-os súlyokkal. Három év múlva harmadik helyezést ért el egy országos versenyen, és sikereket Fársz tartomány versenyein. 2005-ben megnyerte első nemzeti címét, jelezve a sportágban való felemelkedését.
2013-ban Choopan karrierje jelentős lépést tett előre, amikor elkezdett edzeni Ali Ne'matival. Eredményei közé tartozik a WBPF ázsiai bajnokságának megnyerése 2013-ban, valamint a WBPF testépítő világbajnokságának folyamatos sikere 2013-ban, 2014-ben és 2015-ben.
2017-ben Hany Rambod edzővel kezdett edzeni, és aranyérmet szerzett a 2017-es Mr. Olympia Amateur versenyen. Néhány kudarc ellenére ugyanabban az évben nemzetközi elismerést szerzett "A perzsa farkas" néven.
Hadi Choopan nehézségekbe ütközött az amerikai vízum megszerzése során, ami megakadályozta, hogy 2018-ban részt vegyen a nagyobb nemzetközi eseményeken. 2019-ben azonban sikeresen megoldotta ezeket a problémákat, megnyerte az IFBB Vancouver Pro-t, és harmadik lett Mr. Olympia debütálásában, és elnyerte a People's Champion díjat a kiállításon.
Hadi Choopan 2020-ban és 2021-ben a 4. és 3. helyet szerezte meg a kiállításon, 2021-ben pedig másodszor nyerte el a People's Champion díjat.  2022-ben Hadi 26 versenyző legyőzésével megnyerte a Mr. Olympia címet, és Big Ramy utódja lett. 2023-ban azonban elvesztette a címet Derek Lunsforddal szemben, és a második helyet szerezte meg a kiállításon.
A 2023-as Mr. Olympia döntője során Hadi jelentős kritikákat kapott a testépítő közösségtől, amiért gyorsan eltávolította ezüst második helyét, és röviddel Derek Lunsford győztesként való bejelentése után leviharzott a színpadról, amit sokan rossz sportszerűségnek neveztek. Ezt követően Hadi rajongótáborának nagy része jelentős kritikákat kapott a Derek Lunsford elleni online vitrioljuk miatt a győzelme után, beleértve a Derek családjával szembeni fenyegetéseket is, amelyekkel Derek maga is kénytelen volt foglalkozni.

## Magánélete
Röviddel azelőtt, hogy 2022-ben megnyerte a Mr. Olympiát, Choopan közzétett egy bejegyzést az Instagramon, amelyben az elsődleges zoroasztriánus istenség, Ahura Mazda nevét idézte. Nős, három gyermeke van.

## Címei és kitüntetései
- 15 tartományi aranyérem (Fársz és Teherán tartományok)
- 6 nemzeti érem (3 arany, 2 ezüst, 1 bronz)
- WBPF Világbajnokság: ezüstérem, 2012
- WBPF Ázsia Bajnokság: aranyérem, 2013
- WBPF Világbajnokság: aranyérem, 2013, 2014, 2015
- Mr. Olympia amatőr: aranyérem, 2017
- IFBB Sheru Classic: ezüstérem, 2017
- Ázsia Nagydíj: ezüstérem, 2017
- San Marino Pro: ezüstérem, 2017
- Dubai Expo: ezüstérem, 2018
- IFBB Portugal Pro: aranyérem, 2018
- Ázsia Nagydíj: aranyérem, 2018
- IFBB Vancouver Pro: aranyérem, 2019
- Mr. Olympia 2019: 3. hely
- Mr. Olympia 2020: 4. hely
- Mr. Olympia 2021: 3. hely
- Mr. Olympia 2022: 1. hely
- Mr. Olympia 2023: 2. hely
- Mr. Olympia 2024: 2. hely

## Fordítás
Ez a szócikk részben vagy egészben  a   Hadi Choopan című angol Wikipédia-szócikk fordításán alapul.  Az eredeti cikk szerkesztőit annak laptörténete sorolja fel. Ez a jelzés csupán a megfogalmazás eredetét és a szerzői jogokat jelzi, nem szolgál a cikkben szereplő információk forrásmegjelöléseként.